# Týr (banda)
Týr (localmente [tʰʊɪːɹ]) é uma banda de heavy metal das Ilhas Faroé. A temática das letras aborda quase sempre a religião, a tradição e as histórias nórdicas. A banda tinha inicialmente um contrato com a gravadora faroesa Tutl e assinaram um contrato mundial com a austríaca Napalm Records no início de 2006. A banda participou no Ragnarök Festival, na Alemanha, em dois anos consecutivos, 2007 e 2008.
Em 2012, assinaram um contrato de três álbuns com a gravadora Metal Blade Records.

## História
O Týr começou sua carreira no ano de 1998, quando Heri Joensen se encontrou com seu velho companheiro Kári Streymoy em Copenhague, a capital da Dinamarca. Joensen propôs que eles voltassem a tocar juntos e, ainda que Streymoy recusasse no primeiro momento, acabou aceitando depois. O nome da banda veio a ser Tyr (escrito Týr em nórdico antigo), o deus da guerra da mitologia nórdica.
Eles logo foram acompanhados por um outro companheiro do passado, o baixista Gunnar H. Thomsen e começaram a tocar música inspirados por canções tradicionais feroesas, além de influências de Iron Maiden, Dream Theater e da antiga mitologia nórdica. Seu primeiro acordo comercial foi com a gravadora Tutl, com base nas Ilhas Faroé, mas no início de 2006 deixaram a Tutl para um contrato internacional com a austríaca Napalm Records, líder em distribuição de bandas de metal extremo. Com seu disco  "Land" (2008), eles abordaram sua música de uma perspectiva mais próxima ao pagan/viking metal. Em maio de 2009 lançaram seu álbum "By the Light of the Northern Star", um disco que seguiu a temática dos anteriores, ainda que houvesse algumas mudanças no direcionamento das composições. Ademais, começaram a  adicionar influências de power metal, o que veio a ser mais desenvolvido no seu disco seguinte: "The Lay of Thrym".
Em setembro de 2012 firmaram um contrato com a gravadora Metal Blade Records. Em setembro de 2013 lançaram seu álbum mais recente, Valkyrja, no qual gravaram um cover da canção "Where Eagles Dare" do Iron Maiden e outro da canção  "Cemetery Gates" do Pantera. Durante a gravação do álbum, as partes da bateria foram encarregadas a George Kollias do grupo Nile, já que seu baterista original, Kári Streymoy, deixou a banda em maio de 2013, logo antes de iniciaram as gravações. O site Amazon.com colocou o disco entre os melhores do ano de 2013. Também foi votado com um dos melhores discos do ano pelo SputnikMusic.com e pelo MetalStorm.net, e recebeu o premio de "3º melhor lançamento internacional do ano" no Danish Heavy Metal Awards (uma premiação dinamarquesa de heavy metal) de 2013, dentre outras honras.

## Integrantes
Com o passar dos anos, diversos diversos músicos passaram pela banda. O vocalista Pól Arni Holm e o guitarrista Jón Joensen (irmão de Heri Joensen) foram parte da formação original da banda, gravaram How Far to Asgaard, mas abandonaram o grupo pouco depois do lançamento do álbum em 2002.
Terji Skibenæs se uniu à banda em 2002, após a saída de Jón Joensen. Allan Streymoy (irmão de Kári Streymoy) assumiu os vocais durante um curto período de tempo em que aproveitaram para lançar o single "Ólavur Riddararós". Após a saída de Allan Streymoy, Heri Joensen tornou-se o vocalista principal, e com essa formação gravaram o disco Eric the Red em 2003. Terji deixou a banda em 02/08/2017;
Terji Skibenæs deixou o grupo em 2004, seguinte à publicação de Eric The Red. O Týr continuou como um trio desse momento até o verão de 2004, quando o  islandês Ottó P. Arnarson entrou no grupo, mas que saiu ainda no mesmo ano. No fim de 2004 Terji Skibenæs foi reincorporado à banda, que se manteve com a mesma formação (Heri Joensen, Terji Skibenæs, Gunnar H. Thomsen e Kári Streymoy) durante nove anos, até maio de 2013.
Em maio de 2013 o baterista Kári Streymoy deixou a banda, afirmando que há vários anos vinha sofrendo de dores devido a uma lesão nas costas. Foi substituído por Amon Djurhuus Ellingsgaard, que já havia tocado com o Týr em vários concertos substituindo Kári Streymoy quando este se lesionou em  2008. Amon Djurhuus voltou  com o Týr durante sua turnê europeia em setembro-outubro de 2013, e permaneceu até o início de 2016.

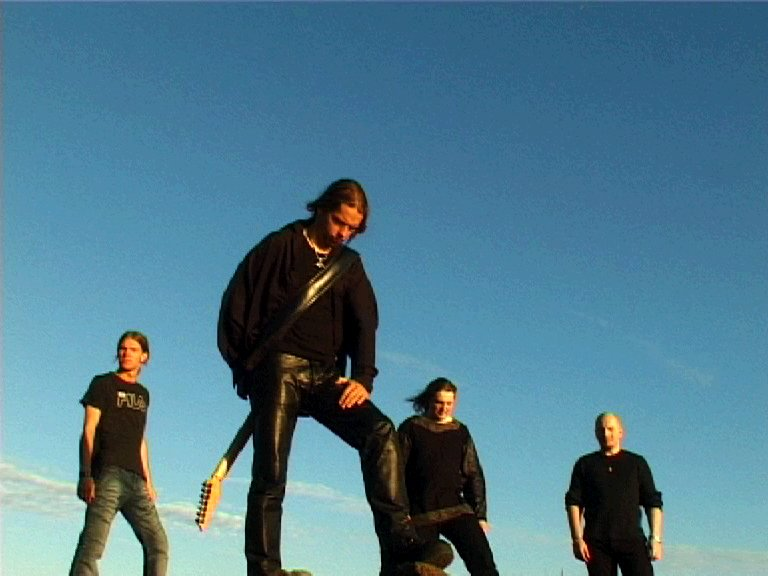
Týr (formação que vigorou entre 2003-2013)

### Membros atuais
- Heri Joensen – guitarra (1998-presente) e vocal  (2002-presente)
- Gunnar Helmer Thomsen – baixo  (1998-presente)
- Tadeusz Rieckmann – bateria (2016-presente)

### Ex-membros
- Kári Streymoy – bateria  (1998-2013)
- Pól Arni Holm – vocal  (1998-2002)
- Jón Joensen – guitarra e vocais (1998-2000)
- Allan Streymoy – vocal  (2002)
- Ottó Páll Arnarson – guitarra  (2004)
- Amon Djurhuus – bateria (2013-2016)
- Waltteri Väyrynen – bateria  (2013, 2016)
- Terji Skibenæs – guitarra  (2001-2004, 2004-2018)
- Attila Vörös – guitarra (2018-2020)

## Discografia

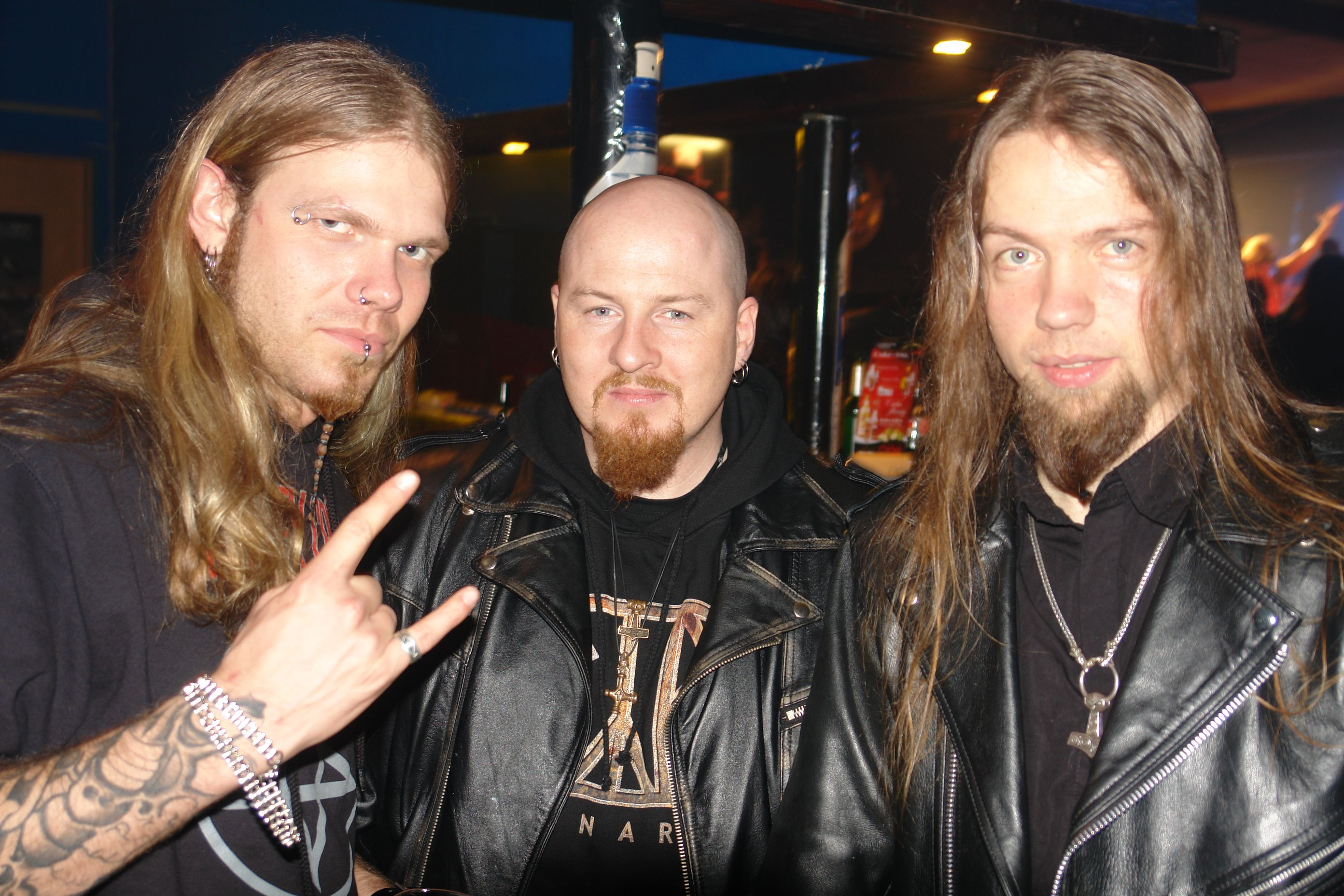
Terji Skibenæs, Kári Streymoy e Heri Joensen em 2007

### Álbuns
- 2002: How Far to Asgaard
- 2003: Eric the Red
- 2006: Ragnarok
- 2008: Land
- 2009: By the Light of the Northern Star
- 2011: The Lay of Thrym
- 2013: Valkyrja
- 2019: Hel

### Demo/Single
- 2000: Demo
- 2002: Ólavur Riddararós

### Coletâneas
- Tutl 25 ár – Live 2002 (contribuiu com "Sand in the Wind") (2002) (Live)
- The Realm of Napalm Records (CD/DVD) (em DVD, faixa No. 17 "Regin Smiður" e No. 18 "Hail to the Hammer") (em CD, faixa No. 13 "Regin Smiður") (2006)
- Black Sails Over Europe (2009) (álbum split com Alestorm e Heidevolk)

### Videografia
- "Hold The Heathen Hammer High" (2009)
- "Flames of the Free" (2011)
- "Blood of Heroes" (2013)
- "The Lay of Our Love" (2014)